# 優雅降級
優雅降級（Elegant degradation）是工程用語，描述機器在有長期、反覆式應力下可能會出現的行為。
若只考慮外顯功能，機器仍然有相同的性能表現，看似運作正常。但考慮其內在條件條件，機器隨時間慢慢的變弱，最終會因為無法承受應力而損壞。相較於柔性降級（graceful degradation），機器在優雅降級時的運作品質沒有完全喪失，不過可能會突然損壞。
此一詞語的意義也會隨上下文或領域而不同，也不限於工程領域的應用。